# Amellus capensis
Amellus capensis là một loài thực vật có hoa trong họ Cúc. Loài này được (Walp.) Hutch. mô tả khoa học đầu tiên năm 1932.